# Bivector

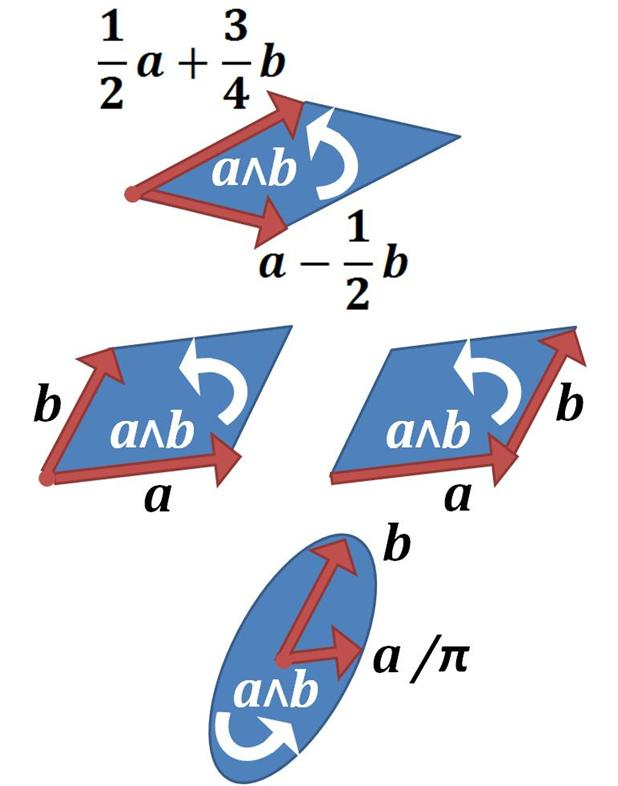
Segments plans paral·lels amb la mateixa orientació i àrea corresponents al mateix bivector a ∧ b.

En matemàtiques, un bivector o vector-2 és una quantitat en àlgebra exterior o àlgebra geomètrica que amplia la idea d'escalars i vectors. Considerant un escalar com una quantitat de grau zero i un vector com una quantitat de grau un, un bivector és de grau dos. Els bivectors tenen aplicacions en moltes àrees de les matemàtiques i la física. Estan relacionats amb nombres complexos en dues dimensions i amb pseudovectors i quaternions vectorials en tres dimensions. Es poden utilitzar per generar rotacions en un espai de qualsevol nombre de dimensions i són una eina útil per classificar aquestes rotacions.
Geomètricament, un bivector simple es pot interpretar com a caracteritzador d'un segment pla dirigit, de la mateixa manera que els vectors es poden interpretar com a caracterització de segments de línia dirigida. El bivector a ∧ b té una actitud (direcció) del pla abastat per a i b, té una àrea que és un múltiple escalar de qualsevol segment pla de referència amb la mateixa actitud (i en àlgebra geomètrica, té una magnitud igual a la àrea del paral·lelogram amb arestes a i b), i té una orientació que és el costat d' a on es troba b dins del pla abastat per a i b. En termes simples, qualsevol superfície defineix el mateix bivector si és paral·lela al mateix pla (mateixa actitud), té la mateixa àrea i la mateixa orientació (vegeu la figura).
Els bivectors són generats pel producte exterior sobre vectors: donats dos vectors a i b, el seu producte exterior a ∧ b és un bivector, com qualsevol suma de bivectors. No tots els bivectors es poden expressar com a producte exterior sense aquesta suma. Més precisament, un bivector que es pot expressar com a producte exterior s'anomena simple; en fins a tres dimensions tots els bivectors són simples, però en dimensions superiors no és així. El producte exterior de dos vectors és altern, de manera que a ∧ a és el bivector zero, i b ∧ a és el negatiu del bivector a ∧ b, produint l'orientació oposada. Els conceptes directament relacionats amb el bivector són el tensor antisimètric de rang 2 i la matriu simètrica esbiaixada.

## Història
El bivector va ser definit per primera vegada el 1844 pel matemàtic alemany Hermann Grassmann en àlgebra exterior com a resultat del producte exterior de dos vectors. Tot just l'any anterior, a Irlanda, William Rowan Hamilton havia descobert quaternions. Hamilton va encunyar el vector i el bivector, aquest últim a les seves Conferències sobre els quaternions (1853) mentre va introduir els biquaternions, que tenen bivectors per a les seves parts vectorials. No va ser fins que el matemàtic anglès William Kingdon Clifford l'any 1888 va afegir el producte geomètric a l'àlgebra de Grassmann, incorporant les idees tant de Hamilton com de Grassmann, i va fundar l'àlgebra de Clifford, que va sorgir el bivector d'aquest article. Henry Forder va utilitzar el terme bivector per desenvolupar l'àlgebra exterior el 1941.
A la dècada de 1890, Josiah Willard Gibbs i Oliver Heaviside van desenvolupar el càlcul vectorial, que incloïa productes creuats separats i productes puntuals derivats de la multiplicació de quaternions. L'èxit del càlcul vectorial, i del llibre Vector Analysis de Gibbs i Wilson, va tenir l'efecte que les idees de Hamilton i Clifford es van passar per alt durant molt de temps, ja que gran part de les matemàtiques i la física del segle XX es van formular en termes vectorials. Gibbs va utilitzar vectors per omplir el paper dels bivectors en tres dimensions, i va utilitzar el bivector en el sentit de Hamilton, un ús que de vegades s'ha copiat. Avui el bivector s'estudia àmpliament com un tema en àlgebra geomètrica, una àlgebra de Clifford sobre espais vectorials reals o complexos amb una forma quadràtica. El seu ressorgiment va ser liderat per David Hestenes que, juntament amb altres, va aplicar l'àlgebra geomètrica a una sèrie de noves aplicacions en la física.

## Propietats
L'àlgebra generada pel producte geomètric (és a dir, tots els objectes formats prenent sumes repetides i productes geomètrics d'escalaris i vectors) és l'àlgebra geomètrica sobre l'espai vectorial. Per a un espai vectorial euclidià, aquesta àlgebra s'escriu {\displaystyle {\mathcal {G}}_{n}} o Cln(R), on n és la dimensió de l'espai vectorial Rn. Cln(R) és alhora un espai vectorial i una àlgebra, generada per tots els productes entre vectors en Rn, de manera que conté tots els vectors i bivectors. Més precisament, com a espai vectorial conté els vectors i bivectors com a subespais lineals, encara que no com a subàlgebres (ja que el producte geomètric de dos vectors no és generalment un altre vector).